# 陽侯女王
陽侯女王（やこじょおう/やこのおおきみ、生年不明 - 天平宝字8年（764年）?）は、奈良時代の日本の皇族。名は陽故とも表記される。のち臣籍降下し、氷上 陽侯（ひがみ の やこ）と称した。天武天皇の孫で、一品・新田部親王の子。塩焼王の姉。藤原仲麻呂の室。官位は従三位・命婦。

## 生涯
聖武朝の天平11年（739年）正月、小長谷女王・坂合部女王らとともに無位から従四位下に叙爵される。
淳仁朝の天平宝字5年（761年）10月には、保良宮への遷都の際の移転費用として、飛鳥田内親王・粟田女王・県犬養広刀自とともに稲4万束を賜わっている。
その後、臣籍降下したらしく、以後の記録では氷上真人を名乗り、天平宝字6年（762年）から同8年（764年）にかけて昇叙され、従三位にまで上っている。天平宝字7年（763年）正月には、王新福ら渤海使の、天皇への拝賀の儀式に参列したことが記録されている。
以上のように、淳仁天皇の後宮に出仕する高級職事であったことが推察されるが、以降の記録は存在しない。藤原仲麻呂の乱に巻き込まれ、処刑された可能性が大きい。

## 官歴
『続日本紀』による
- 天平11年（739年）正月20日：従四位下
- 天平宝字5年（761年）10月11日以降：臣籍降下（氷上真人姓）
- 天平宝字6年（762年）正月4日：正四位下
- 天平宝字7年（763年）正月1日：正四位上
- 天平宝字8年（764年）正月13日：従三位